# Ernesto Ros
Ernesto Ros (Mareno di Piave, 27 dicembre 1952 – Vittorio Veneto, 11 febbraio 2022) è stato un pugile italiano della categoria dei pesi medi.

## Biografia
Il 25 marzo 1983, a Ferrara, vinse l'incontro con Daniele Zappaterra valevole per il titolo di campione italiano dei pesi medi, ma il titolo non fu assegnato in quanto la Federazione verificò che i guanti utilizzati non erano regolamentari. L'incontro fu ripetuto il 27 luglio 1983 a Copparo (FE), e questa volta egli poté conquistare il titolo.
Difese il titolo il 2 marzo 1984 a Conegliano (TV) e lo perse il 11 ottobre 1984 a Roseto degli Abruzzi (TE), sconfitto da Luigi Marini.
Era fratello minore di Bepi Ros, pugile italiano dei pesi massimi. Entrambi morirono nel febbraio 2022 per complicazioni da Covid-19.